# 勒布莱双教堂村
勒布莱双教堂村（法語：Le Boullay-les-Deux-Églises，法語發音：[lə bulɛ le dø.z‿eɡliz]）是法国厄尔-卢瓦省的一个市镇，位于该省北部，属于德勒区。

## 地理
勒布莱双教堂村（48°37'36"N, 1°19'45"E）面积13.82 平方千米，位于法国中央-卢瓦尔河谷大区厄尔-卢瓦省，该省份为法国北部内陆省份，北起顺时针与厄尔省、伊夫林省、埃松省、卢瓦雷省、卢瓦-谢尔省、萨尔特省和奧恩省接壤。
与勒布莱双教堂村接壤的市镇（或旧市镇、城区）包括：特朗布莱莱维拉日、特雷翁、索尔尼耶尔。

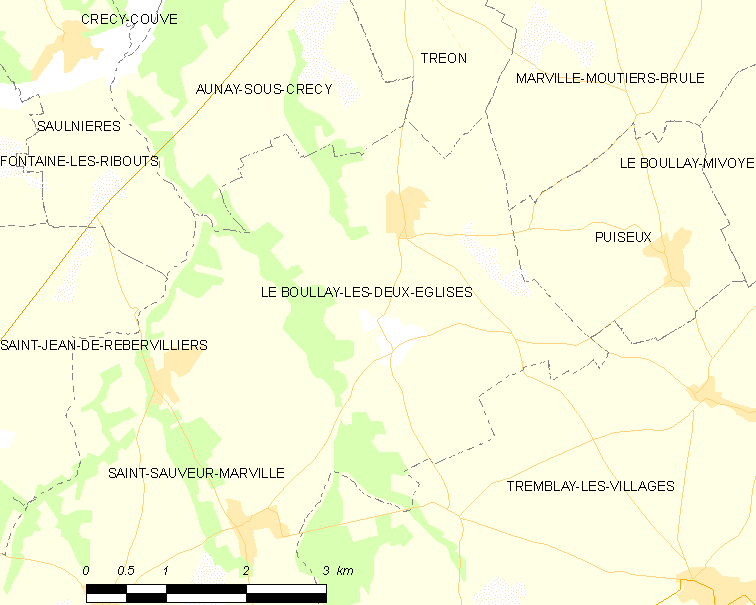
勒布莱双教堂村的OSM定位图

勒布莱双教堂村的时区为UTC+01:00、UTC+02:00（夏令时）。

## 行政
勒布莱双教堂村的邮政编码为28170，INSEE市镇编码为28053。

## 政治
勒布莱双教堂村所属的省级选区为圣吕班德容什雷县。

## 人口

1962-2008年间勒布莱双教堂村人口变化图示

勒布莱双教堂村于2022年1月1日时的人口数量为250人。